# 오시노촌 (이시카와현)
오시노촌(押野村)은 이시카와현 이시카와군에 설치되었던 촌이다. 현재의 가나자와시 서부, 노노이치시 북부에 해당한다.